# Marcelo (football, 1976)
Pour les articles homonymes, voir Marcelo.
Marcelo Rosada Silva, plus communément appelé Marcelo, est un footballeur brésilien né le 29 janvier 1976. Il était milieu de terrain.